# Вавилоника
«Вавило́ника» (Вавилонская повесть, др.-греч. Βαβυλωνιακὰ) — роман Ямвлиха, написанный в третьей четверти II века.
Как и роман Антония Диогена, он известен по пересказу патриарха Фотия и по незначительным отрывкам, сохранённым в словаре Суды. Всего последних насчитывается 20 фрагментов, но по сравнению с изложением Фотия ничего существенно нового они не дают. По сообщению Суды, роман состоял из 39 книг, но изложение Фотия заканчивается 16-й книгой.
Действие романа происходит в отдалённом прошлом, в Вавилоне. Главные персонажи романа — любящие супруги Родан и Синонида и вавилонский царь Гарм, преследующий их.

## Сюжет
Гарм, не добившись любви Синониды, сковывает её золотой цепью, а Родана велит распять на кресте. Супругам удаётся бежать, взбешённый Гарм приказывает отрезать носы и уши евнухам Даму и Саку, которым была поручена казнь, и посылает их в погоню за беглецами.
Родан и Синонида испытывают самые невероятные приключения, спасаясь от преследований Гарма. Подозревая в неверности своего мужа, Синонида покидает его. После долгих скитаний и необыкновенных приключений она выходит замуж за сирийского царя. Узнав о её свадьбе, Гарм посылает Родана полководцем против сирийского соперника. Победитель Родан возвращает себе Синониду, а затем свергает Гарма и становится царём Вавилона.

## Стиль
«Слог у Ямвлиха плавный и мягкий, а если местами и звучит резко, то все же без какой-либо напряжённости; он, так сказать, щекочет и нежит. Достоинствами своего слога и композиции, стройностью повествования Ямвлих обнаруживает мастерство и силу речи не только в игривых вымыслах, но даже и в самых серьёзных вещах».